# Austrian Holocaust Memorial Award
Austrian Holocaust Memorial Award (AHMA) je cena, která byla založena v roce 2006 Rakouskou zahraniční službou (Österreichischer Auslandsdienst). Je udělována každoročně osobě, která se mimořádně zasloužila o vzpomínání na holocaust.

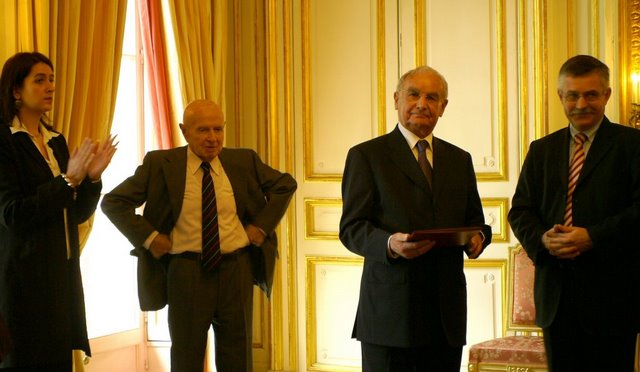
Udělení ceny "Austrian Holocaust Memorial Award" v roce 2008 v Paříži

Od roku 1992 pracují ve službě této připomínky mladí Rakušané v Anglii, Argentině, Austrálii, Belgii, Brazílii, Bulharsku, Česku, Číně, Francii, Nizozemsku, Izraeli, Litvě, Maďarsku, Německu, Norsku, Polsku, Rusku, Itálii, Ukrajině, USA a dalších zemích. Mladí Rakušané tím celosvětově přebírají zodpovědnost za zločiny spáchané i rakouskými národními socialisty.

## Držitelé ceny
- 2006 Pan Guang, Centrum židovských studií v Šanghaji, Čína
- 2007 Alberto Dines, Casa Stefan Zweig, Petrópolis, Brazílie
- 2008, Robert Hébras, Centre de la komunikace d'Oradour-sur-Glane, Oradour-sur-Glane, Francie
- 2009 Jay M. Ipson, Virginia Holocaust Museum, Richmond, Spojené státy
- 2010 Eva Známek, Melbourne, Austrálie (stát)
- 2011 Osvětimské židovské centrum, Osvětim, Polsko
- 2012 Ladislaus Löb, Brighton, Anglie
- 2013 Hugo Höllenreiner, Ingolstadt, Německo
- 2014 Margers Vestermanis, Riga, Lotyšsko
- 2015 Erika Rosenbergová, Buenos Aires, Argentina
- 2016 Giorgio Frassineti, Predappio (Forli), Itálie